# 다프네 파타키아
다프네 파타키아(Daphné Patakia, 그리스어: Δάφνη Πατακιά, 1992년 6월 8일 ~ )는 벨기에, 그리스의 배우이다.

## 출연 작품
- 베네데타 (2021) - 바톨로매아 역